# Indiana Massara
Indiana Marie Ella Massara (nacida el 23 de agosto de 2002), a veces abreviada como Indiana, es una cantante, actriz, modelo y personalidad de Internet australiana. Massara ha sido nombrada una de las artistas más jóvenes de New Next Up de Kiss FM.

## Primeros años y educación
Massara nació en Coolbinia, un suburbio de Perth, Australia Occidental. Ella es de ascendencia italiana.Massara era un «chico de tom» cuando era niño con interés en los deportes. Inicialmente se quedó en Australia con sus abuelos, mientras que sus padres y su hermano mayor Presley se fueron a Los Ángeles para que él pudiera seguir actuando. Indiana asistió al Mercedes College en la ciudad de Perth antes de tomar la decisión de unirse a ellos.

## Carrera
Massara caminó por la pasarela de la Semana de la Moda de Los Ángeles a la edad de 13 años.
Massara comenzó a trabajar con Brat en 2017 cuando consiguió el papel principal para Rooney Forrester en Chicken Girls,personaje que también interpretaría en varias series y películas para Brat TV, como Attaway Appeal, Chicken Girls: The Movie, Holiday Spectacular, Intern-in-Chief, el protagonista de Rooney's Last Roll, así como cameos en Total Eclipse y Stuck.También presentó Brat Chat junto a Darius Marcelle interpretó el tema de Red Ruby, «Run You Down».
Massara lanzó su sencillo debut, «Drama» con Stoppa, en 2017, que llegó a la lista de los diez primeros de Radio Disney.Ella ha estado entre las tres primeras en dicha radio de varias veces, además de haber recibido reproducción de la radio en los Estados Unidos, Australia y Canadá.Massara ha lanzado varias canciones incluidas «Smoke In My Eyes», «In Your Dreams», «Do Yourself A Favour» y «Apology» con 24hrs en 2018 y «That Day», «I Think We're Alone Now» en 2019, y «Squeeze» en 2020. en 2018, ella lanzó por su propia de EP.
En octubre de 2018, Massara realizó su primera gira junto a Tayler Holder, Zach Clayton y Joey Birlem con Swipe Up Live en Australia.Massara abrió para Why Don't We, Bryce Vine y Ava Max en Kiss the Summer Hello de 103.7 KISS-FM en junio de 2019.
En junio de 2020, Massara comenzó un podcast con sus amigos Zach Justice y Jared «JareBear» Bailey titulado Dropouts. Varias figuras públicas han aparecido en el podcast como invitados, como Josh Peck, Brighton Sharbino, Paris Berelc, Nick Turturro y Mike E. Winfield. En 2022, Massara se unió al podcast Broken Road.
Massara interpretó a Paige en la película Hero Mode de 2021. Massara también interpretó a Jess en la película de 2023 The Crusades.A partir de diciembre de 2022, tiene 1,9 millones y 4,9 seguidores en Instagram y TikTok, respectivamente.

## Influencias y estilo musical
Massara se inspira en Sza, Khalid, Jack & Jack y Beyonce.Sus primeras inspiraciones incluyen a Elvis Presley y Frank Sinatra.

## Discografía

### Canciones
- «Drama» con Stoppa (2017)
- «Smoke in my Eyes» (2018)
- «Do Yourself a Favour» (2018)
- «In Your Dreams» (2018)
- «Apology» con 24hrs (2018)
- «I Think We're Alone Now» (2019)
- «That Day» (2019)
- «Over It» (2019) con Aliyah Moulden
- «Run You Down» (2019) para Red Ruby
- «Say It Back» (2019)
- «Squeeze» (2020)
- «Brainstorm» (2021) con Hero Mode
- «Hopeless» (2022) con Illy[25]

### Videos musicales
| Año  | Canciones                 | Director                      |
| ---- | ------------------------- | ----------------------------- |
| 2018 | «Smoke in My Eyes»        | James Toth                    |
| 2018 | «Do Yourself a Favor»     | James Toth                    |
| 2018 | «In Your Dreams»          | James Toth                    |
| 2018 | «Apology»                 | Reel Mike Jones               |
| 2019 | «I Think We’re Alone Now» | Nayip Ramos                   |
| 2019 | «That Day»                | Reek Mike Jones David Madison |
| 2019 | «Over It»                 | Brat TV                       |
| 2019 | «Run You Down»            | Brat TV                       |
| 2020 | «Squeeze»                 | Éli Sokhn                     |

## Filmografía

### Películas y televisión
| Año  | Título                                                             | Rol         | Notas                                |
| ---- | ------------------------------------------------------------------ | ----------- | ------------------------------------ |
| 2015 | Crafty: Or (The Unexpected Virtue of the Girl in Charge of Snacks) | Kendall     | Cortometraje                         |
| 2015 | Sh!t Happens                                                       | Indi        | Episodio: «Trouble Maker»            |
| 2015 | Connect                                                            | Sami Conrad | Episodio: «Uh...Hi»                  |
| 2015 | Saturated                                                          | Abigail     | Episodio: «Nightcap»                 |
| 2019 | Single Parents                                                     | Britney     | Episodio: «Welcome to Hell, Sickos!» |
| 2021 | Hero Mode                                                          | Paige       | Película                             |
| 2023 | The Crusades                                                       | Jess        |                                      |

### Web
| Año           | Título                       | Rol        | Notas                              |
| ------------- | ---------------------------- | ---------- | ---------------------------------- |
| 2017–presente | Chicken Girls                | Rooney     | Elenco principal                   |
| 2017          | Attaway Appeal               | Rooney     | Elenco principal                   |
| 2018          | Chicken Girls: The Movie     | Rooney     | Película de Brat TV                |
| 2018          | Brat Chat                    | Ella misma | Anfitriona                         |
| 2018          | Total Eclipse                | Rooney     | Cameo; episodio: «Happy Birthday»  |
| 2018          | Holiday Spectacular          | Rooney     | Especial navideño de Brat TV       |
| 2019          | Brat's Happy Death Day 2U    | Rooney     | Cortometraje                       |
| 2019          | Stuck                        | Rooney     | Cameo; episodio: «A Different Day» |
| 2019          | Intern-in-Chief              | Rooney     | Película de Brat TV                |
| 2020          | Rooney's Last Roll           | Rooney     | Elenco principal; miniserie        |
| 2022          | Chicken Girls: COLLEGE YEARS | Rooney     | También codirectora; miniserie     |